# Exechia spinigera
Exechia spinigera är en tvåvingeart som beskrevs av Johannes Winnertz 1863. Exechia spinigera ingår i släktet Exechia och familjen svampmyggor. Arten är reproducerande i Sverige. Inga underarter finns listade i Catalogue of Life.